# Eylo Alfonso
Eylo Alfonso o Eylo Alfónsez (¿Sahagún? - fl. 1075-1109 – Valladolid; c. 1112), frecuentemente referida simplemente como doña Eylo o condesa Eylo, fue la primera esposa del conde Pedro Ansúrez. Personaje medieval hasta cierto punto oscuro, hay pocos datos de su vida hasta su matrimonio. Tras él, vivió en Sahagún, la localidad de su familia, y tuvo tres hijas y dos hijos. 
La época de mayor fama y prosperidad de la familia se produjo cuando el rey de León encargó a Pedro Ansúrez y a su esposa doña Eylo la repoblación de la por entonces pequeña población fronteriza de Valladolid. Eylo secundó eficazmente la tarea de su esposo actuando como cofundadora de la iglesia de Santa María, de la que se tiene constancia desde 1088. Además, la condesa Eylo contribuyó al desarrollo de Valladolid con varias fundaciones propias, de crucial importancia en la expansión de la ciudad: otras dos iglesias, la de San Sebastián (hoy desaparecida) y la de San Nicolás; así como la de tres hospitales. La tradición narra que fue también ella en ausencia de su marido la que mandó construir el primer puente sobre el río Pisuerga de la ciudad, llamado el Puente Mayor y datado hacia 1080.
En los últimos tiempos se está produciendo una cierta reivindicación del personaje. A uno de los últimos puentes sobre el Pisuerga en Valladolid se le ha impuesto el nombre de puente de la Condesa Eylo, y también se ha puesto su nombre a un instituto de educación secundaria de la ciudad.

## Nombre
«Eylo», la forma más frecuente del nombre del personaje en los textos recientes, y las variantes modernas o de época que se pueden encontrar («Eilo», «Elo», «Ello» o «Elion»), algunas de ellas hoy completamente en desuso, se han propuesto como hipocorísticos de Eulalia, pero la opinión más común es que son formas arcaicas del nombre Eloísa o Luisa. Luis y todas sus variantes provienen del franco, lengua germánica de la que descienden las lenguas bajofranconias. Su forma original es Hluot-wig o Hlodowig, formada por las palabras hlod, hlud o hluot (‘ilustre’, ‘famoso’, ‘reconocido’) y wig, weg o wic (‘lucha’, ‘combate’, ‘batalla’), para significar ‘ilustre en el combate’, ‘guerrero glorioso’.
«Ailo», «Eilo» o «Eylo» es también la forma corta usada todavía hoy por el frisón y suecofinés del nombre germánico «Egil» o «Agila», en femenino «Egilona». En España «Egilona» es un nombre de tradicional origen visigodo y atestado antes de la llegada de las influencias transpirenaicas cluniacenses dirigidas por Hugo de Semur con el apoyo de la Dinastía Jimena, y no derivado del francogermánico; y «Ailo» es la forma del nombre usada habitualmente por los cronistas árabes. La Egilona más célebre fue la última reina visigoda, esposa de Rodrigo.

## Biografía

### En Sahagún
Mujer «de rara virtud y extrema caridad», «honesta, rica y bella», era hija de Alfonso Muñoz (o Muñiz), conde de Cea (1053-1059), y de su esposa Aldonza (o Ildoncia) González, de Trigueros, y hermana de Martín Alfonso, heredero de la casa de los Alfonso, una familia noble de origen visigodo radicada en los Campos Góticos (la zona que posteriormente pasó a conocerse como Tierra de Campos), de las más poderosas de los reinos de León y Castilla en el siglo XI. Su hogar familiar estaba cerca del principal monasterio de Sahagún.
Los datos sobre su vida son prácticamente inexistentes hasta su matrimonio con Pedro Ansúrez, el futuro conde Ansúrez, hacia 1073. El rey Alfonso VI vio con buenos ojos este matrimonio, ya que con él se unían dos linajes fieles a su causa en el conflicto que había mantenido contra sus hermanos Sancho y García, que además eran los dos grupos familiares más poderosos de sus reinos en esa época: los Alfonso y los Banu Gómez; y se juntaban propiedades a lo largo del Pisuerga, una zona de frontera conflictiva y difícil. Ese mismo año de 1073, Alfonso VI concedió a Pedro Ansúrez el señorío de Valladolid.
Aunque siendo Pedro Ansúrez uno de los nobles más cercanos al rey tuvo cargos por gran parte de los reinos de León y Castilla (consejero real, gobernador de Toro, Zamora y de las fortalezas de Cabezón y Simancas, repoblador de Íscar y Cuéllar... e incluso, por su conocimiento del árabe, embajador del reino de León ante la taifa de Granada), es probable que el matrimonio mantuviera durante bastante tiempo su residencia en Sahagún. Eylo y Pedro tuvieron cinco hijos:

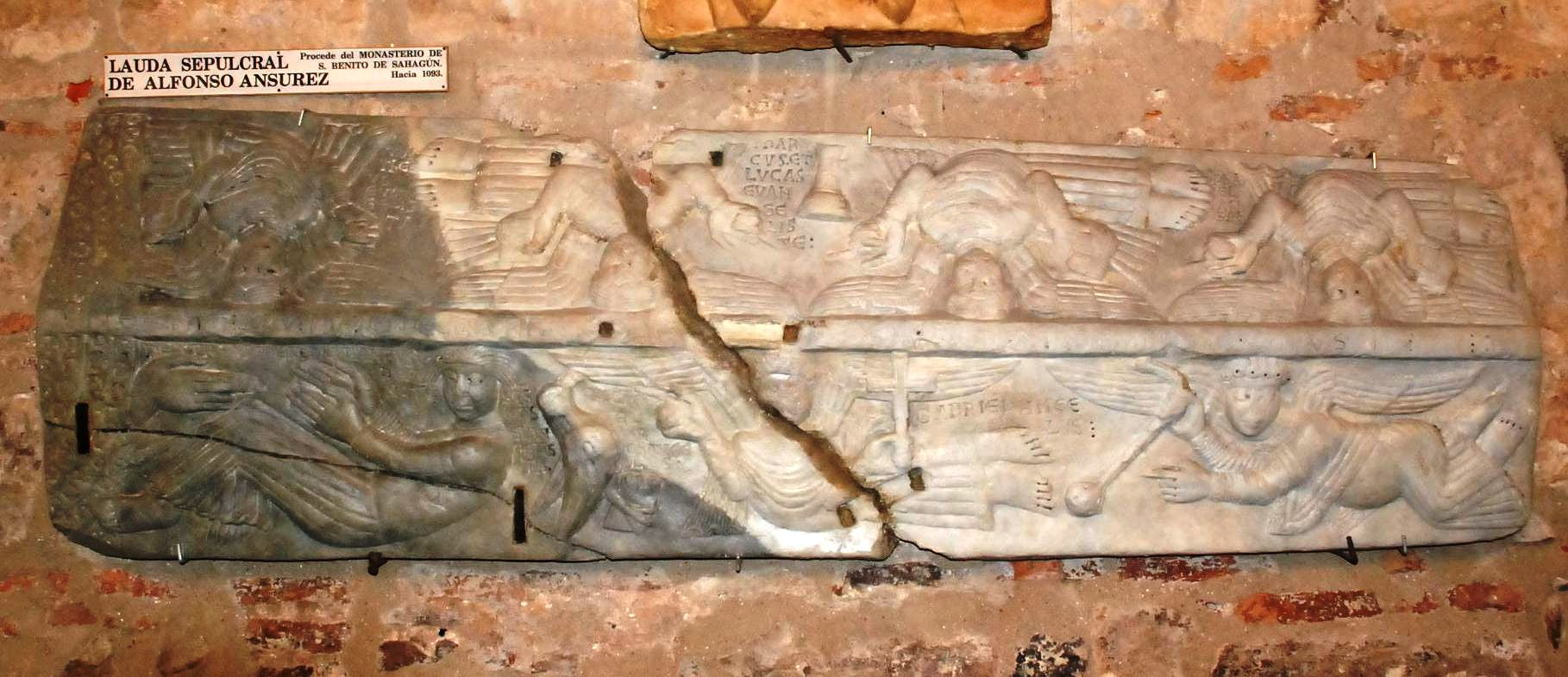
Tapa del sarcófago de Alfonso Pérez, hijo de Eylo. Procedente del Monasterio Real de San Benito de Sahagún, esta lápida fue vendida al Museo Metropolitano de Arte de Nueva York en 1926; y volvió a España en 1932, canjeada por otras piezas arqueológicas, al Museo Arqueológico Nacional. En la actualidad está en el Museo de la Real Colegiata de San Isidoro de León. El epitafio reza: «En el sexto día de los idus de diciembre del año de la era de 1131, murió Alfonso, el hijo querido del conde Pedro Ansúrez y de la condesa Elion».

- Mayor, la primogénita, que casó en primeras nupcias con Alvar Fáñez Minaya, hombre de confianza de El Cid y compañero en sus conquistas;[2][14][16] y en segundas con Martín Pérez, de Tordesillas.[16]
- María, que fue esposa de Ermengol V, conde de Urgel, y pronto su viuda; y madre del heredero Ermengol VI.[2][16]
- Urraca, que casó en dos ocasiones; la primera con el conde gallego Sancho Pérez,[14][16] hijo del primer matrimonio de Gontrodo Rodríguez, la segunda esposa del conde Pedro Froilaz,[19] y en segundas nupcias con Lope López de Carrión.[14]
- Alfonso, que murió en 1093 a corta edad.[8][16]
- Fernando, el menor, que casó con Eylo Rodríguez.

A partir de una crónica de Rodrigo Jiménez de Rada, la historiografía mantiene que Urraca, la primogénita del rey Alfonso VI, se crio y educó en la casa de los condes Pedro y Eylo.

### En Valladolid

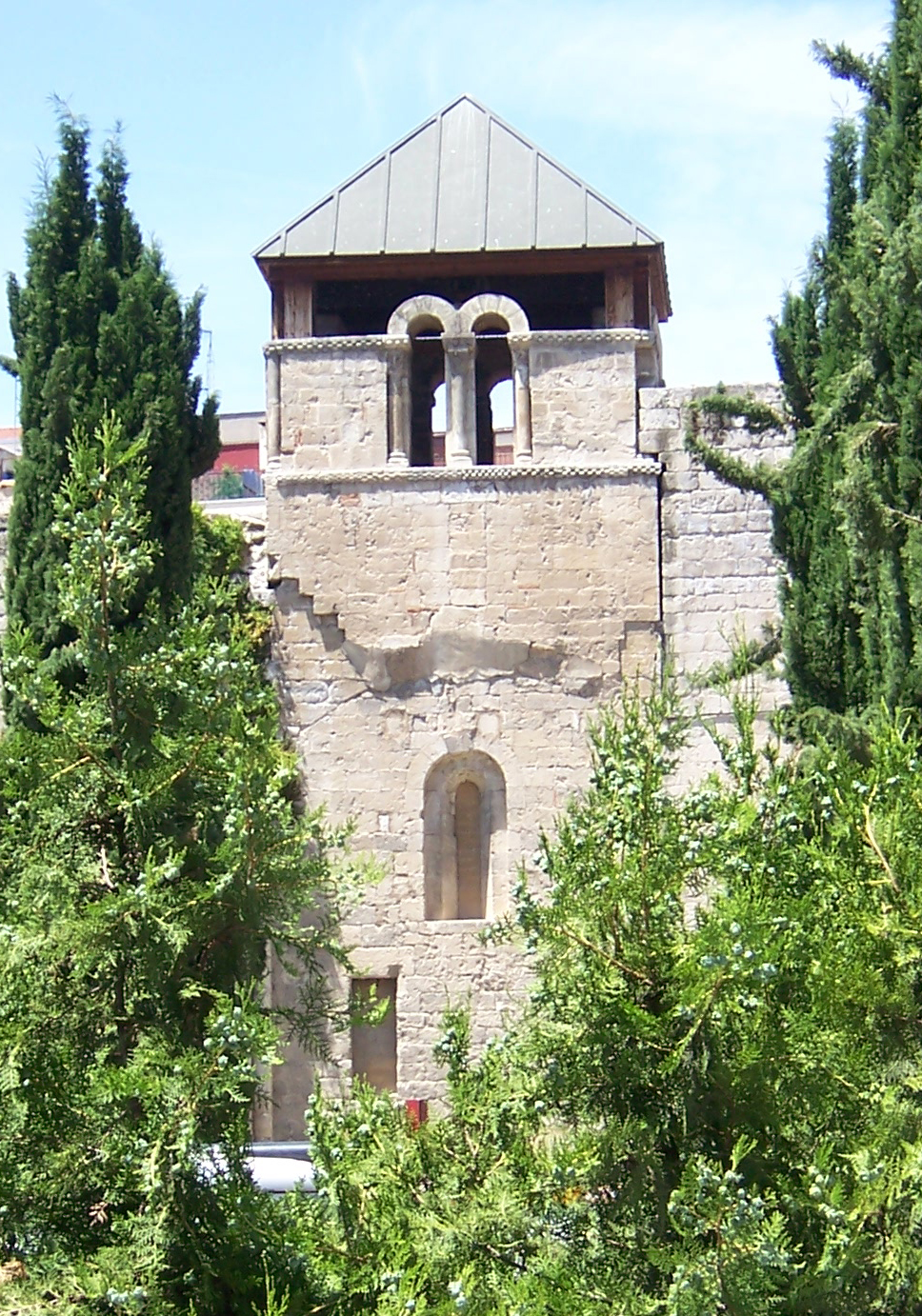
Restos de la torre románica de la Colegiata de Santa María, fundación de Eylo y Pedro Ansúrez. Aunque esta torre es la parte más antigua que se conserva del templo, no corresponde a la fundación original, de la que no quedan restos, sino que data del.

La época de mayor fama y prosperidad de la familia se produjo cuando el rey encargó a Pedro Ansúrez y a su esposa doña Eylo la repoblación de la por entonces pequeña población fronteriza de Valladolid. Empezaron esa labor llevando diversas gentes de sus dominios en Saldaña y Carrión y el valle de Liébana, pero fue con la concesión del señorío al conde Ansúrez cuando el desarrollo de la incipiente ciudad despegó. Eylo secundó eficazmente la tarea de su esposo actuando como cofundadora de la iglesia de Santa María, de la que se tiene constancia desde 1088, según se puede comprobar en la carta dotal de este mismo templo de 21 de mayo de 1094, que acompañó a su consagración en esa fecha por el obispo de Toledo en presencia del rey Alfonso VI. Los condes fueron concediendo a esta iglesia principal de la ciudad diversos beneficios para su mantenimiento, entre los que se cuentan un barrio de Valladolid y propiedades en distintas zonas, entre la fundación y 1110. Además, la condesa Eylo contribuyó al desarrollo de Valladolid con varias fundaciones propias, de crucial importancia en la expansión de la ciudad: otras dos iglesias, la de San Sebastián (hoy desaparecida) y la de San Nicolás; así como la de tres hospitales.

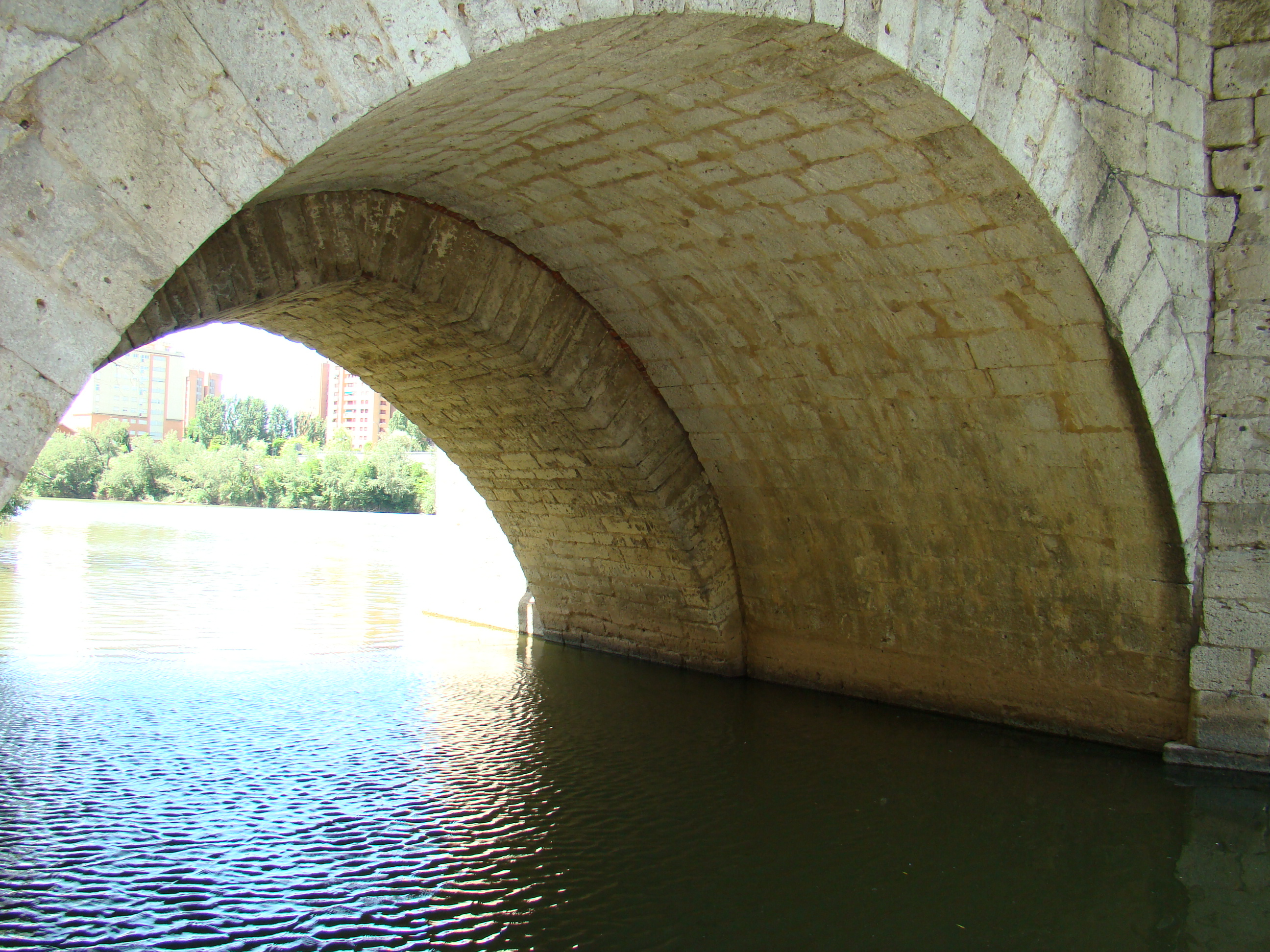
Imagen desde el agua de uno de los ojos del puente, en la que se aprecia el arco apuntado y la duplicación de anchura por el resalte en el intradós del arco.

La tradición narra que fue también ella en ausencia de su marido la que mandó construir el primer puente sobre el río Pisuerga de la ciudad, llamado el Puente Mayor y datado hacia 1080. Casimiro González García-Valladolid explica que el conde se ausentó para luchar contra el reino musulmán de Sevilla, y que Eylo quiso con la construcción del puente —además de solventar los evidentes problemas prácticos de la población— dar un motivo de consuelo a su marido por la muerte de su primogénito Alfonso, lo que dataría el puente a partir de 1093. Sin embargo, Narciso Alonso Cortés identifica la ausencia del conde con su destierro en Toledo junto a Alfonso VI; imposible, pues dataría la construcción del puente por Eylo en 1072, antes incluso de la concesión del señorío de Valladolid. También la tradición explica cómo a su vuelta el conde lo encontró demasiado estrecho, por lo que lo mandó duplicar; lo que justificaría las discordancias que pueden observarse en el intradós de sus arcos, pareciendo dos puentes paralelos adosados. Sin embargo, lo cierto es que el puente original (presumiblemente alomado sobre arcos de medio punto) ha desaparecido, y su actual estructura debe datar del siglo XIII, lo que se ve por sus características estilísticas: arcos apuntados. Sí es cierto que en algún momento, quizás en el siglo XV, fue duplicada su anchura.
La suerte de la familia Ansúrez-Alfonso decreció tras la muerte sin un sucesor claro de Martín, el hermano de Eylo, en 1093; el mismo año de la muerte del primogénito varón del matrimonio. En esos años se produjo el ascenso de los yernos borgoñones del rey, Raimundo y Enrique, que pasaron a controlar militar y colonialmente la Extremadura castellana como antes lo habían hecho Pedro y Martín. Además, los condes Pedro y Eylo pasaron varios años en Urgel, lejos de sus dominios, para tutelar la minoría de edad de su nieto Armengol VI (probablemente de 1104 a 1110). Y su descrédito creció tras las infortunadas segundas nupcias de Urraca con Alfonso I de Aragón, celebradas en 1109, que habían sido auspiciadas por el conde Ansúrez.

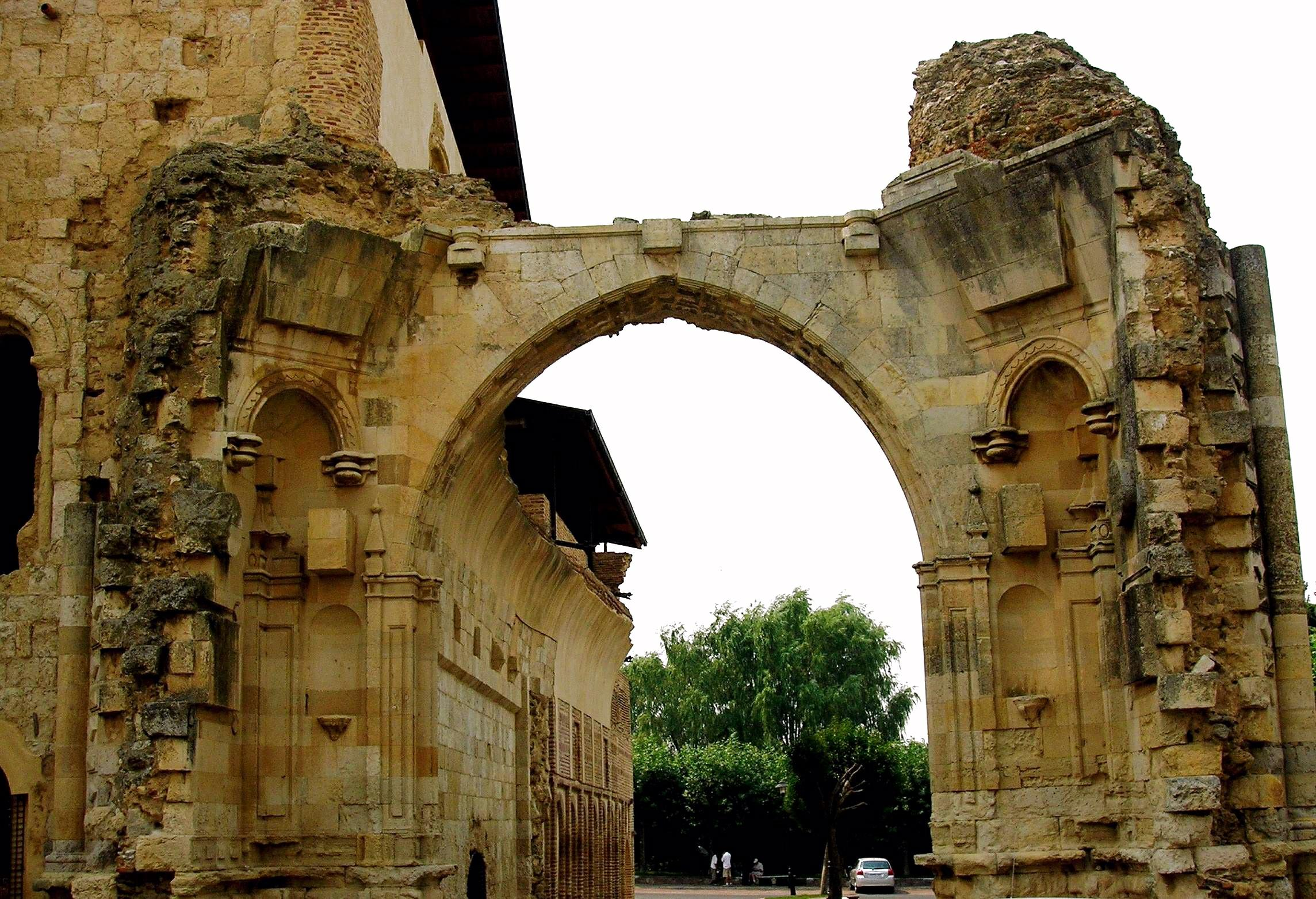
Restos del Monasterio Real de San Benito de Sahagún, en el que, con gran probabilidad, habría sido sepultada Eylo.

Está acreditado que el 30 de marzo de 1110 Eylo seguía viva, pues con esa fecha firmaron los condes y sus hijos una «carta de donación perfecta y entrega de Santa María la Mayor al abad Don Salto»; y que el 17 de septiembre de 1114 ya había fallecido, pues ese día Pedro Ansúrez y su nueva esposa, Elvira Sánchez, que ya eran matrimonio o se casarían al día siguiente, hicieron una donación por su alma a la misma colegiata de Santa María. Se establece, por tanto, como fecha de su muerte hacia 1112. Fue sepultada junto a su hogar familiar, en el Monasterio Real de San Benito de Sahagún, pues Pedro Ansúrez expresó su deseo (que no fue finalmente satisfecho) de ser enterrado allí con ella.

## Iconografía

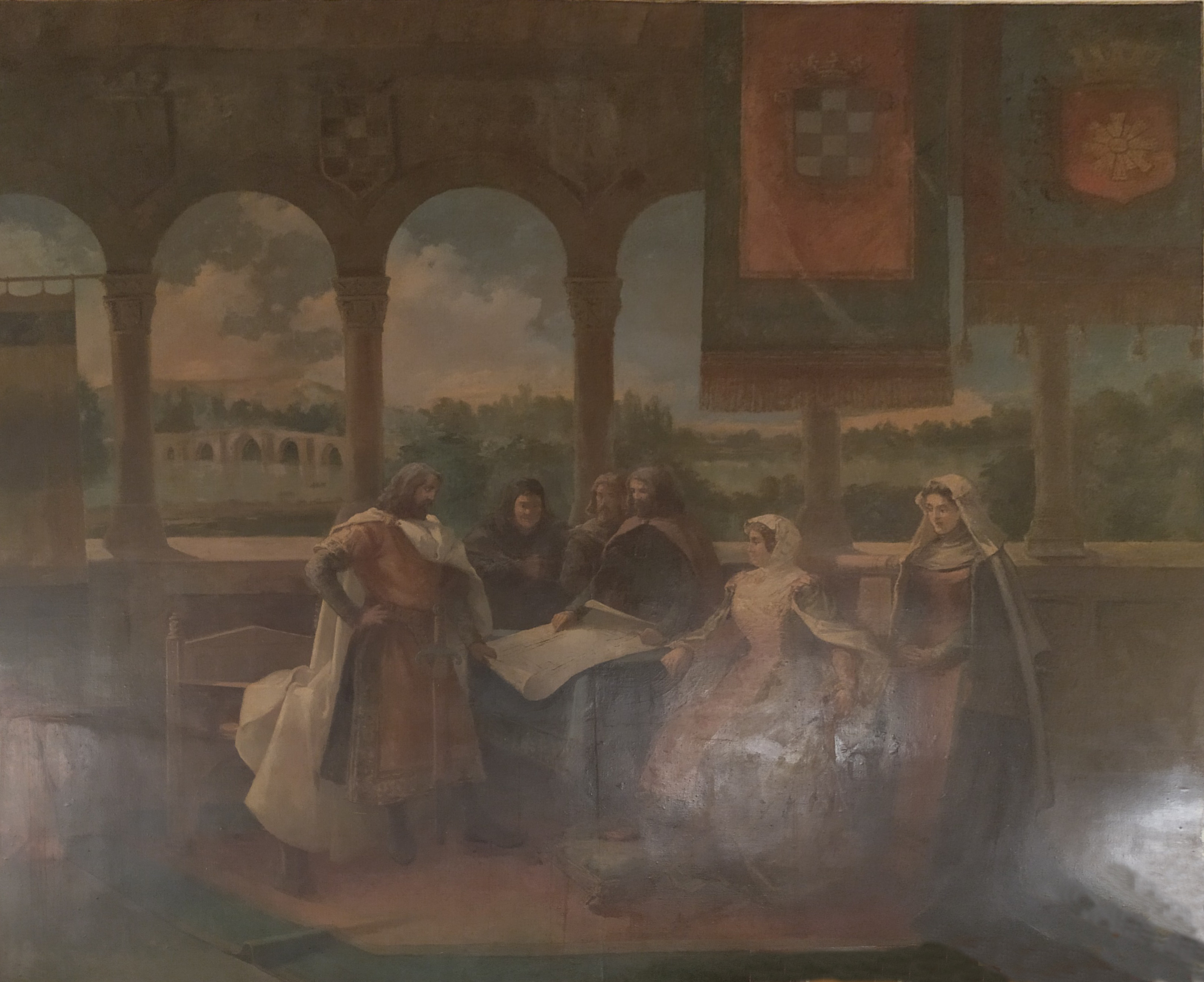
Mural de Eugenio Oliva en el Círculo de Recreo de Valladolid.

No existen representaciones de época de la condesa. Solamente es posible mencionar un mural sobre tela, de seis por cuatro metros, colgado en el salón de baile del Círculo de Recreo de Valladolid, del pintor palentino Eugenio Oliva Rodrigo (1857-1925), confeccionado probablemente hacia 1902. Este mural representa a Pedro Ansúrez, su esposa Eylo y otros personajes planificando la construcción de la Colegiata de Santa María, desde el desaparecido alcázar de la ciudad. Desde la balconada se ve la ribera del Pisuerga y el puente Mayor en su configuración medieval alomada. Cuelgan dos pendones, uno con el escudo ajedrezado de los Banu Gómez y otro con el primer sello de Valladolid.

## Homenajes contemporáneos

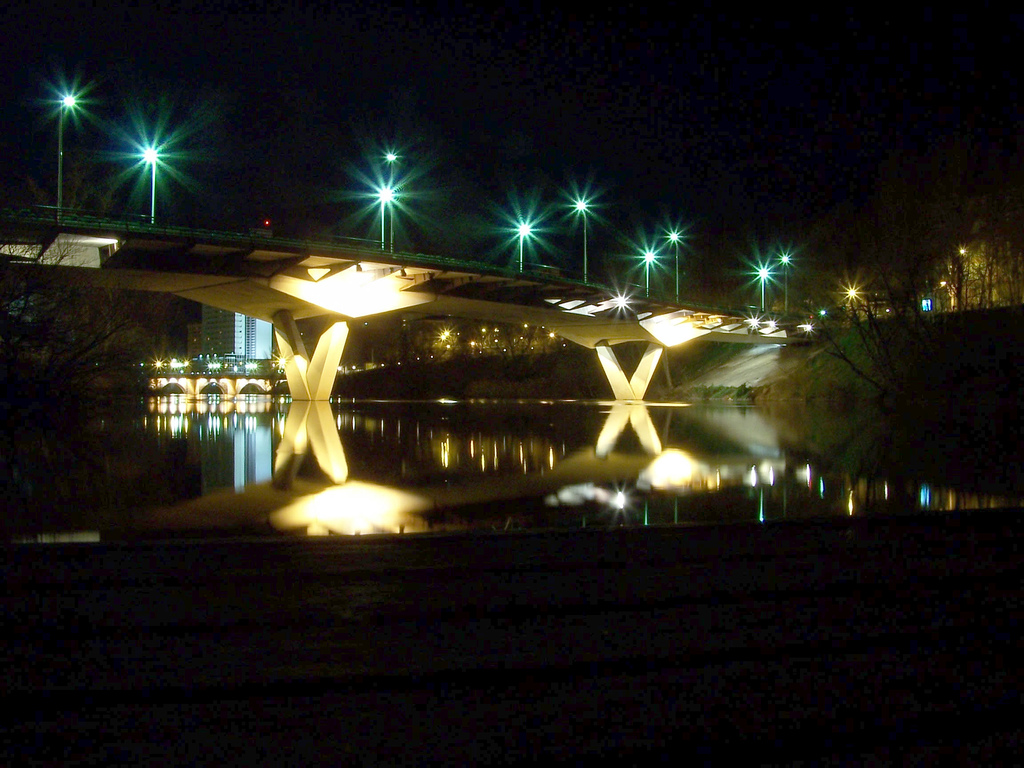
Vista nocturna del puente de la Condesa Eylo, sobre el río Pisuerga a la altura del barrio de La Rondilla, en Valladolid.

En los últimos tiempos se está produciendo una cierta reivindicación de este, hasta cierto punto, oscuro personaje medieval. A uno de los últimos puentes sobre el Pisuerga levantados en la ciudad de Valladolid, inaugurado en 1999, se le ha impuesto el nombre de puente de la Condesa Eylo, en conmemoración de la relación de esta con la construcción del adyacente Puente Mayor. También se ha puesto el nombre de este personaje al moderno centro de enseñanza «I. E. S. Condesa Eylo Alfonso» (1992), en el barrio de La Rubia.